# 伊尔施旺
伊尔施旺是德国巴伐利亚州的一个市镇。总面积54.21平方公里，总人口2087人，其中男性1049人，女性1038人（2011年12月31日），人口密度38人/平方公里。